# 福島市立福島第二小学校
福島市立福島第二小学校（ふくしましりつ ふくしまだいに しょうがっこう）は、福島県福島市にある公立小学校である。

## 概要
福島市中央東地区東側の住宅街に位置し、周辺には福島県立福島東高等学校、福島大学附属中学校、福島大学附属幼稚園といった教育機関が集中する。

## 沿革
- 1897年（明治30年）4月 - 福島町立尋常高等小学校より女子を分離し、福島町立福島第二尋常小学校を設立する。[1]
- 1907年（明治40年）4月1日 - 福島町の市制施行により、福島市立福島第二尋常小学校と改称する。
- 1918年（大正7年）4月 - 福島市立福島第二高等尋常小学校と改称する。
- 1925年（大正14年）4月 - 福島市立福島第二尋常小学校と改称する。
- 1926年（大正15年）10月 - 現在地に移転。
- 1940年（昭和15年）4月 - 国民学校令実施により、福島市立第二国民学校と改称する。
- 1946年（昭和21年）4月 - 福島第二幼稚園を附設する。
- 1947年（昭和22年）4月 - 学校教育法施行により、福島市立福島第二小学校と改称する。
- 1957年（昭和32年）11月 - 校歌制定。
- 1971年（昭和46年）3月 - 現在の校舎完成。
- 1973年（昭和48年）11月 - 中庭に白鳥を迎える。
- 1997年（平成9年）4月 - 創立100周年。
- 2004年（平成16年）3月 - 東幼稚園との統合のため福島第二幼稚園廃園。
- 2007年（平成19年）4月 - 創立110周年。
- 2009年（平成21年）2月 - 校舎耐震補強工事完了。
- 2012年（平成24年）6月 - プールの除染と補修の完了。
- 2015年（平成27年）
  - 5月 - 教育情報ネットワークシステム開始。
  - 9月 - 各教室にエアコン設置。

## 教育方針
教育目標　
- 3つの「気（本気・勇気・元気）」をバランスよく育てる。

## 学校行事
| - 4月 - 5月 - 6月 | - 7月 - 8月 - 9月 | - 10月 - 11月 - 12月 | - 1月 - 2月 - 3月 |

## 通学区域
- 福島市中央東地区[2]
  - 仲間町
  - 上浜町
  - 浜田町
  - 五老内町
  - 松木町
  - 豊田町
  - 新町
  - 宮町
  - 新浜町
  - 花園町
  - 腰浜町
  - 北五老内町
  - 霞町（1～4番、8～10番）
  - 桜木町（1番2号～3番37号、5番20号～14番41号、15番100号～15番116号）

## 進学先中学校
- 福島市立福島第二中学校[3]

## 学校周辺
- 国道4号北町バイパス
- 東北農政局福島県拠点
- 福島地方気象台
- 福島市公会堂（現在休館中）
- 福島市立図書館
- 福島市役所
- 福島地方裁判所
- 福島県合同庁舎（福島地方法務局・福島労働基準監督署）
- 福島市市民会館
- 福島大学附属小学校
- 桜の聖母学院短期大学・小学校・幼稚園
- 福島県立福島東高等学校
- 福島大学附属中学校・福島大学附属幼稚園
- 福島成蹊中学校・高等学校
- 国道114号渡利バイパス
- ヨークベニマル浜田店
- 福島稲荷神社

## 交通
- 福島交通飯坂線曽根田駅から、徒歩約1.3km・約20分。
- JR東日本福島駅から、
  - 福島交通飯坂線に乗り換え、曽根田駅から徒歩。
  - 徒歩約1.6km・約24分（最短距離を移動した場合）。
- 福島交通市内循環バス「ももりん1コース」・「ももりん2コース」、一般路線バス「大波経由掛田駅前」線・「文知摺観音・大波経由掛田駅前」線・「宮下町経由福島駅東口」線・「由添団地経由庭坂」線・「福高経由福島駅東口」線で、市役所前バス停下車[4]後、徒歩約320m・約5分。